# Lagarith
Lagarith je otevřený bezztrátový obrazový (video) kodek, jehož autorem je Ben Greenwood. Je uvolněn pod licencí GPL verze 2. Vlastní kodek je určen pro Windows, ale existují i utility pro Mac OS.
Byl navržen s několika cíli:
- Rychlost. Není tak rychlý jako Huffyuv, rychlost kódování je porovnatelná s mnoha jinými bezztrátovými video kodeky, rychlost dekódování může být pomalejší. Poslední verze podporují také paralelní (multivláknové) zpracování na multiprocesorových systémech.
- Podpora mnoha barevných modelů. Konverze mezi barevnými modely může způsobovat zaokrouhlovací chyby způsobující ztrátu dat, což je v rozporu s ideální bezeztrátovou kompresí. Kodek Lagarith usiluje o vyhnutí se tomuto problému podporou barevných modelů YV12, YUY2, RGB a RGBA.
- Klíčové snímky (anglicky keyframes). Kodek nepoužívá predikci mezi jednotlivými snímky. Každý snímek je zakódován odděleně (a tím je v podstatě každý snímek klíčovým snímkem). To ulehčuje střih, spojování a posouvání se ve videu.

Tyto tři záměry činí kodek k editaci videa vhodnější něž původní kodek Huffyuv.